# Фридрихссон, Ханна Катрин
Ханна Катрин Фридрихссон (исл. Hanna Katrín Friðriksson; род. 4 августа 1964, Париж) — исландский политический и государственный деятель. Член партии «Возрождение». Министр промышленности Исландии с 21 декабря 2024 года. Депутат альтинга с 2016 года. Бывшая гандболистка, игрок национальной сборной. Завершила спортивную карьеру в 1995 году.

## Биография
Родилась 4 августа 1964 года в Париже, столице Франции. Родители — государственный казначей Торбен Фридрихссон (Torben Friðriksson; 21 апреля 1934 — 4 февраля 2012) и учительница Маргрет Бьёрг Торстейнсдоуттир (Margrét Björg Þorsteinsdóttir; 17 октября 1930 — 6 июля 2016).
Окончила Рейкьявикскую среднюю школу второй ступени (MR) в 1985 году.
Играла в гандбол в клубе «Рейкьявик» (ÍR). Затем выступала за основную команду клуба до 1984 года. После распада команды, перешла в столичный клуб «Валюр» (от valur — «сокол»), за который выступала в 1984—1994 годах. В 1994—1995 годах играла за столичный «Фрам». В 1980—1990-х годах выступала за сборную. В 1995 году завершила карьеру.
Окончила Исландский университет (HÍ), где изучала философию и экономику, со степенью бакалавра в 1999 году. Затем окончила Калифорнийский университет в Дейвисе со степенью магистра делового администрирования (MBA) в 2001 году.
С 1990 по 1999 год работала журналисткой в газете Morgunblaðið.
С 2001 по 2003 год руководила Школой управления (Stjórnendaskóla) Университета Рейкьявика (HR). С 2003 по 2005 год руководила Университетом Рейкьявика.
С 2005 по 2006 год — директор отдела коммуникаций компании Eimskip.
В 2007–2009 годах преподавала в Университете Рейкьявика.
С 2007 по 2009 год была помощником министра здравоохранения Гвюдлёйгюра Тоура Тоурдарсона.
В 2009—2011 годах преподавала в Университете Биврёста.
В 2010—2016 годах работала в компании Icepharma директором по развитию бизнеса (2010–2012) и менеджером отдела здравоохранения (2012–2016).

## Политическая карьера
По результатам парламентских выборов 2016 года избрана депутатом альтинга от партии «Возрождение» в избирательном округе Рейкьявик-Юг. Переизбиралась на выборах 2017 и 2021 годов. На парламентских выборах 2024 года баллотировалась в округе Рейкьявик-Север и была избрана. В 2016—2024 годах была председателем парламентской группы «Возрождение».
В марте 2023 года избрана председателем группы Центра в Северном совете.
21 декабря назначена министром промышленности в коалиционном правительстве под руководством премьер-министра Криструн Фростадоуттир («Социал-демократический альянс»).

## Личная жизнь
Состоит в отношениях с Рагнхильдюр Сверрисдоуттир (Ragnhildur Sverrisdóttir; род. 28 августа 1960), пресс-секретарём компании «Ландсвиркьюн», дочерью депутата альтинга и министра Сверрира Херманнссона. У пары двое детей: Элисабет (Elísabet; род. 2001) и Маргрет (Margrét; 2001).